# Thursby
Thursby är en by och en civil parish i Cumbria i England. Orten har 1 185 invånare (2001).